# Delia deceptoria
Delia deceptoria är en tvåvingeart som först beskrevs av Robineau-desvoidy 1830.  Delia deceptoria ingår i släktet Delia och familjen blomsterflugor.
Artens utbredningsområde är Frankrike. Inga underarter finns listade i Catalogue of Life.